# Šebkovice
Šebkovice är en ort i Tjeckien.   Den ligger i regionen Vysočina, i den centrala delen av landet, 150 km sydost om huvudstaden Prag. Šebkovice ligger 457 meter över havet och antalet invånare är 481.
Terrängen runt Šebkovice är huvudsakligen platt, men åt nordväst är den kuperad.Runt Šebkovice är det ganska tätbefolkat, med 83 invånare per kvadratkilometer. Närmaste större samhälle är Třebíč, 11,3 km norr om Šebkovice. Trakten runt Šebkovice består till största delen av jordbruksmark.